# Поход Самуила на сербские земли
Похода Самуила на сербские земли происходил либо сразу после его восшествия в 980 году на престол, либо после 1008 года. До сих пор нет источника, уточняющего точное время этого похода.
Поход начался с осады далматинских городов Улцинь, Котор, Рисан, Дубровник и закончился Задаром. В то время эти города номинально были частью византийской фемы Далмация, но также принадлежали к так называемому Сербскому Поморью. Из пяти осаждённых городов болгары успешно захватили только Котор и Рисан. После Задара болгарская армия Самуила направилась в Боснию, а оттуда вернулась в Болгарию через Рашку, и нет никакой информации о том, насколько успешной была кампания во внутренних районах Сербии.
Кампания важна постольку, поскольку она проясняет масштабы сербских земель в конце X — начале XI веков, учитывая полувековую католическую пропаганду в сербских странах с ч`тко введенной интерполяцией Красной Хорватии, тем более, что нет свидетельств того, что Самуил воевал с Хорватией.